# Richard Nugent O'Connor
Sir Richard Nugent O'Connor KT, GCB, DSO s ploščico, MC, ADC, britanski general, * 1889, † 1981.

## Življenje
Med prvo svetovno vojno se je bojeval na zahodni in soški fronti.
Ob pričetku druge svetovne vojne v Severni Afriki je postal poveljnik Western Desert Force in se odlikoval v bojih z Italijani in Nemci. Aprila 1941 je bil ujet in do italijanske kapitulacije je ostal v taborišču za vojne ujetnike. 
Decembra 1943 se je tako pridružil britanskim in silam in naslednje mesec postal poveljnik 8. korpusa, s katerim se je udeležil operacije Overlord in Market Garden.
Upokojil se je leta 1948 zaradi nestrinjanja z demobilizacijo britanskih enot na Daljnem vzhodu.